# Tadeusz Góra
Tadeusz Góra, né le 19 janvier 1918 à Cracovie et décédé le 4 janvier 2010 à Świdnik, est un pilote polonais de vol à voile.

## Biographie

### Jeunesse
Il est fils de Jan et Bronisława née Wiszniewska. Il commence son aventure avec le vol à voile en 1934 à Grzegorzewo près de Wilno. Il poursuit son entraînement à Bezmiechowa dans les Bieszczady. Le 13 mai 1937 il effectue un vol de 18 heures, trois mois plus tard il gagne les championnats de Pologne de vol à voile. Il remporte son plus grand succès le 18 mai 1938 en établissant un record (vol de 577,8 km), ce qui lui vaut la Médaille Lilienthal; c'était un record national polonais, et cette année-là le plus long vol en planeur en Europe, mais ce n'était pas un record du monde car un vol de 652 km avait été réalisé le 27 mai 1937 par le Russe Viktor Rastorguev (ru), de Touchino à Yarigenskaya, record validé par la FAI,.
En été 1939 il se classe deuxième au meeting international de planeurs à Lwów.

### Seconde Guerre mondiale
Lorsque la guerre éclate il travaille à l'aéroclub de Polichno non loin de Kielce, il est évacué à Łuck où il est arrêté par les soviétiques. Il parvient à s'évader et arrive à Wilno. En octobre et novembre 1939 il y travaille aux ateliers de réparation. Ensuite il part pour Kaunas et y obtient un passeport au consulat de Pologne. Plus tard, via la Scandinavie, il vient en France. Peu après son arrivée dans l'hexagone la France capitule. Góra, alors gagne l'Angleterre.
Admis dans l'Armée de l'air polonaise il suit l'entraînement de pilote de chasse. Il est affecté ensuite à la 316e escadrille de chasse polonaise pour effectuer son premier vol opérationnel le 14 octobre 1941 sur un Hawker Hurricane. Durant le conflit il remporte une victoire sûre, deux probables et endommage un avion ennemi. Il abat par ailleurs une bombe volante V-1, détruit deux locomotives et endommage un U boot. Au courant de la guerre il sert également à la 306e et à la 315e escadrille et vole sur Supermarine Spitfire et North American P-51 Mustang.

### Après la guerre
Tadeusz Góra est démobilisé après la fin des hostilités et revient en Pologne. Il entame le travail d'instructeur tout en continuant sa carrière de sportif. Le 23 juillet 1950 il remplit la dernière condition pour recevoir l'insigne de diamant de vol à voile.
En 1957 il reprend du service avec le grade de capitaine et suit la formation sur les appareils à réaction. Pendant la guerre froide il sert au 62e régiment de chasse aérienne et au 38e régiment aérien d'entraînement. Au service dans l'armée de l'air de la Pologne populaire, Góra pilote des Mig-15, Mig-17 et Mig 19. En 1972 il prend sa retraite avec le grade de lieutenant-colonel. Cinq ans plus tard il obtient la licence d'instructeur pilote hélicoptère. Dans les années 1979-1981 il forme des pilotes libyens sur des Mil Mi-2.
Au long de sa carrière Tadeusz Góra a volé 6 000 heures sur des avions, 2 200 heures sur des planeurs et Modèle:Formanum:1700 sur des hélicoptères.
Tadeusz Góra s'éteint le 4 janvier 2010.

## Palmarès

### Records
Le 18 mai 1938, à bord d'un planeur PWS-101, depuis Bezmiechowa jusque Soleczniki (près de Vilnius), il établit un nouveau record de distance avec un vol de 577,8 kilomètres.

## Récompenses et distinctions
- Récipiendaire en 1938 de la première Médaille Lilienthal